# كلاوس جراف
كلاوس جراف (بالألمانية: Klaus Graf)‏ هو مهندس ألماني، ولد في 21 يوليو 1969 في دورنهان في ألمانيا.

## وصلات خارجية
- كلاوس جراف على موقع Racing-Reference.info (الإنجليزية)
- كلاوس جراف على موقع DriverDB.com (الإنجليزية)